# Zaira
Personnages
- Zaira (soprano) favorite de
- Orosmane (basse), sultan de Jérusalem
- Nerestano (mezzosoprano en travesti), chevalier français, frère de Zaira
- Corasmino (ténor), visir
- Lusignano (basse), père de Zaira et Nerestano
- Fatima (mezzosoprano), esclave du sultan
- Meledor (basse), officier du sultan
- Castiglione (ténor), chevalier français
- Officiers du sultan, gardes, esclaves, odalisques, chevaliers français (chœur)

Airs
- Per chi mai, per chi pugnasti ?, cavatine de Corasmino (acte I)
- Amo ed amata io sono, cavatine de Zaira (acte I)
- Qui crudele, in questa terra, trio Lusignano, Nerestano et Zaira (acte I)
- O Zaira, in quel momento, aria de Nerestano (acte II)
- Prélude à la dernière scène : solo de cor anglais (acte II)

Zaira est un opera seria en deux actes mis en musique par Vincenzo Bellini sur un livret de Felice Romani créé le 16 mai 1829 au Teatro Regio de Parme.

## Historique
Composée entre mars et mai 1829 et créée le 16 mai 1829 au Teatro Regio de Parme, l'œuvre disparait presque complètement de l'affiche après avoir débuté sans grand succès. La durée excessive des récitatifs et le choix d'un sujet classique, tiré de Zaïre de Voltaire, basé sur un conflit moral plus que passionnel, contribuent à son échec.
Il s'agit pourtant d'un opéra riche de superbes mélodies. Les arabesques typiques de la phraséologie bellinienne s'harmonisent avec l'atmosphère de l'histoire, culminant dans le solo de cor anglais qui ouvre la scène nocturne finale.
Bellini réutilise une part consistante de la musique de Zaira, de manière diversement et parfois profondément réélaborée, dans I Capuleti e i Montecchi. Quelques airs se retrouvent également dans Beatrice di Tenda et dans I puritani.

## Argument
L'action se déroule à Jérusalem dans le harem du sultan Orosmane autour des XIVe – XVe siècles.
À l’époque des Croisades, dans Jérusalem reprise aux Français par le sultan Saladin (1138-1193), vainqueur des chevaliers du Temple, le sultan Orosmane ne souhaite pas revoir les chrétiens en Terre Sainte, en particulier le comte de Lusignan. Malgré l'avis contraire du vizir Corasmino, le sultan aime Zaïre, captive française. Un Français paraît : Nérestan qui, frère de Zaïre et fils de Lusignan, réclame que l'intérêt de sa famille soit reconnu et rétabli. Déchiré par sa passion impossible, comment concilier désir et devoir, comment épouser une chrétienne, lui qui est musulman ? Au comble d'une lucidité angoissée, le sultan tue Zaïre et se tue après.

## Distribution de la première
- Zaira (Zaïre, soprano) favorite d'Orosmane : Enrichetta Méric-Lalande
- Orosmane (basse), sultan de Jérusalem : Luigi Lablache
- Nerestano (Nérestan, mezzosoprano en travesti), chevalier français, frère de Zaira : Teresa Cecconi
- Corasmino (Corasmin, ténor), vizir : Carlo Trezzini
- Lusignano (Lusignan, basse), père de Zaira et Nerestano : Giovanni Inchindi
- Fatima (mezzosoprano), esclave du sultan : Marietta Sacchi
- Meledor (Mélédor, basse), officier du sultan : Pietro Angiolini
- Castiglione (Châtillon, ténor), chevalier français : Francesco Antonio Biscottini
- Officiers du sultan, gardes, esclaves, odalisques, chevaliers français : chœur du Teatro Regio de Parme

## Grands airs
- « Per chi mai, per chi pugnasti ? », cavatine de Corasmino (acte I)
- « Amo ed amata io sono », cavatine de Zaira (acte I)
- « Qui crudele, in questa terra », trio Lusignano, Nerestano et Zaira (acte I)
- « O Zaira, in quel momento », aria de Nerestano (acte II)
- Prélude à la dernière scène : solo de cor anglais (acte II)